# Michele Mara
Michele Mara (Busto Arsizio, 2 de octubre de 1903 - 18 de noviembre de 1986) fue un ciclista italiano que fue profesional entre 1928 y 1937.  Durante su carrera deportiva consiguió 22 victorias, siendo las más importantes una Giro de Lombardía, una Milán-Sanremo y siete etapas del Giro de Italia, cinco de ellas en 1930.

## Palmarés
1927
- Copa Ciudad de Busto Arsizio
- Coppa San Geo

1928
- Copa Ciudad de Busto Arsizio

1930
- Giro de Lombardía
- Milán-San Remo
- Roma-Nápoles-Roma y vencedor de 2 etapas
- 5 etapas del Giro de Italia

1931
- 2 etapas del Giro de Italia

## Resultados en las grandes vueltas
| Carrera         | 1928 | 1929 | 1930 | 1931 | 1932 | 1933 | 1934 | 1935 | 1936 | 1937 |
| --------------- | ---- | ---- | ---- | ---- | ---- | ---- | ---- | ---- | ---- | ---- |
| Giro de Italia  | -    | 15º  | 15º  | Ab.  | 6º   | -    | Ab.  | -    | -    | 28º  |
| Tour de Francia | -    | Ab.  | -    | -    | -    | -    | -    | -    | -    | -    |
| Vuelta a España | -    | -    | -    | -    | -    | -    | -    | -    | -    | -    |
| Mundial en Ruta | -    | -    | -    | -    | -    | -    | -    | -    | -    | -    |